# Cái Dầu
Cái Dầu is een thị trấn en tevens de hoofdplaats in het district Châu Phú, een van de districten in de Vietnamese provincie An Giang in de Mekong-delta. Cái Dầu ligt op de westelijke oever van de Hậu.